# پیودرما
هر عفونت پوستی که همراه با تولید چرک باشد را پیودرما (به انگلیسی: Pyoderma) گویند. این عفونت‌های پوستی می‌توانند در اثر عفونت‌های باکتریایی مانند انواع زرد زخم، کورک، فولیکولیتیس، باد سرخ و سلولیت باشند. باکتری‌های استافیلوکوکوس اورئوس و استرپتوکوک‌های گروه A از دلایل مهم ایجاد پیودرما هستند.
پیودرما در میان کودکان فقیری که در نواحی استوایی زندگی می‌کنند، شایع تر است. ۱۱۱ میلیون کودک در سراسر جهان از پیودرما رنج می‌برند که این بیماری را  به یکی از سه اختلال شایع پوستی در میان کودکان تبدیل کرده‌است.
پیودرما گانگرنوزوم، شکل غیر واگیر دار پیودرما است که معمولاً به دلایل خود ایمنی ایجاد می‌شود.